# Shun’yōkai
Die Shun’yōkai (japanisch 春陽会) – etwa „Frühlingslicht-Vereinigung“ – ist eine japanische Künstlergesellschaft, die 1922 von Künstlern der Abteilung für Malerei im westlichen Stil des Nihon Bijutsuin und der Sōdosha (草土社) gegründet wurde.

## Übersicht
Im Jahr 1920 traten Kosugi Misei, der sich später Kosugi Hōan nannte, Yamamoto Kanae, Kurata Hakuyō, Adachi Gen’ichirō, Morita Tsunetomo, Hasegawa Noboru aus dem Nihon Bijutsuin aus, schlossen sich mit Umehara Ryūzaburō, Ishii Tsuruzō und den Mitgliedern der vormaligen Sōdosha, nämlich Kishida Ryūsei, Tsubaki Sadao, Nakagawa Kazumasa, Yorozu Tetsugoro, Imazeki Keishi, Kimura Shōhachi zusammen und gründeten zum 1. Januar die Shun’yōkai.
Auf der ersten Ausstellung im Jahr 1923 waren viele Künstler zu sehen, die die japanische Kunstgeschichte geprägt haben. Eine Gruppe der Rückkehrer aus Frankreich (wie Kayama Shirō, Oka Shikanosuke, Mikumo Shōnosuke und Takada Rikizō), dazu Nakatani Tai, vielleicht auch Minamiōji Hajime, wurden Mitglieder. Auch in der Abteilung für Druckkunst stellten sich Hasegawa Kiyoshi, Komai Tetsurō und Seimiya Naobumi vor.
Obwohl die Shun’yōkai im Laufe des Zweiten Weltkriegs keine Ausstellungen veranstalten konnte, hat sie ihre Philosophie seit ihrer Gründung bewahren können, nämlich die Individualität des anderen zu respektieren und innerhalb der japanischen Kultur Tradition konsequent weiterzugeben. Als neuere Künstler mit Talent und künstlerischer Sensibilität sind zu nennen Fujii Reitarō (1914–1980), Tanaka Takashi (1921–2014) und Gomi Hideo (1922–2010).
Derzeit (2021) hat die Gesellschaft ca. 200 Mitglieder im Fachbereich Malerei und 70 im Fachbereich Druckgrafik.

## Mitglieder
- Adachi Gen’ichirō (1889–1973), Maler
- Johannes Eidt (* 1936), deutscher Maler und Grafiker
- Fujii Reitarō (1913–1980), Maler
- Gomi Hideo (1922–2010), Maler
- Hasegawa Kiyoshi (1891–1980), Grafikkünstler
- Hasegawa Noboru (1886–1973), Maler
- Imazeki Keishi (1893–1946), Maler
- Irie Kan (* 1935), Maler
- Ishii Tsuruzō (1887–1973), Bildhauer, Maler und Holzschnittkünstler
- Kayama Shirō (1900–1972), Maler
- Kimura Shōhachi (1893–1958), Maler, Illustrator, Essayist
- Kishida Ryūsei, zeitweilig, (1891–1929), Maler
- Komai Tetsurō (1920–1976), Grafiker
- Kosugi Hōan (1881–1964), Maler
- Kurata Hakuyō (1881–1938), Maler
- Mikumo Shōnosuke (1902–1982), Maler
- Minamiōji Hajime (1911–1994), Maler
- Morita Tsunetomo (1881–1933), Maler
- Nakagawa Kazumasa (1893–1991), Maler
- Nakatani Tai (1909–1993), Maler
- Oka Shikanosuke (1898–1978), Maler
- Seimiya Naobumi (1917–1991), Holischitt-Künstler
- Takada Rikizō (1900–1992), Maler
- Tanaka Takashi (1921–2014), Maler
- Tsubaki Sadao (1896–1957), Maler, zeitweilig
- Umehara Ryūzaburō, zeitweilig, (1888–1986), Maler
- Yamamoto Kanae (1882–1946), Maler und Graphiker
- Yorozu Tetsugoro (1885–1927), Maler